# Julia Rodríguez-Maribona
Julia Rodríguez-Maribona (Avilés, 12 de noviembre de 1923 – Neuchâtel, 16 de marzo de 2005) fue una enfermera española considerada la inventora de la fregona junto con su madre Julia Montoussé Frages.

## Trayectoria
Rodríguez nació en Avilés en 1923 fruto del matrimonio entre Julia  Montoussé y el industrial José Maribona. En la década de los ochenta, emigró a Suiza donde conoció a su segundo marido, Albert, y ejerció como enfermera. Murió de leucemia en la ciudad suiza de Neuchatel el 16 de marzo de 2005.
Rodríguez y su madre diseñaron un dispositivo de limpieza que combinaba cubo, palo y trapo, que posteriormente fue conocido como fregona. Por este invento, obtuvieron en 1953 el modelo de utilidad (un tipo de derecho que se concede a una invención y que impide a terceros utilizar comercialmente la invención protegida, sin su autorización) n.º 34.262, con el título "Dispositivo acoplable a toda clase de recipientes tal como baldes, cubos, calderos y similares, para facilitar el fregado, lavado y secado de pisos, suelos, pasillos, zócalos y locales en general".
El diseño fue adquirido por la fábrica de artículos de uso doméstico Manufacturas Rodex, del ingeniero Manuel Jalón, al que sí se le otorgó el reconocimiento del invento por la patente de invención n.º 298.240 en 1964, once años después. Rodríguez y Montoussé siguen sin ser reconocidas como inventoras de la fregona debido a esa diferencia jurídica entre modelo de utilidad y patente de invención.